# Митчелл, Дэвид Роберт
Дэ́вид Ро́берт Ми́тчелл (англ. David Robert Mitchell; род. 19 октября 1974, Клоусон) — американский кинорежиссёр, сценарист и продюсер.

## Биография
Родился 19 октября 1974 года в Мичигане, вырос в Детройте. Изучал искусство кино в университете штата Флорида, затем переехал в Калифорнию и занялся съёмками трейлеров. В 2002 году снял короткометражный фильм «Девственница».
В 2010 году работал монтажёром видеозаписи 82-й церемонии награждения кинопремии «Оскар».
Полнометражным дебютом стал фильм 2010 года «Миф об американской вечеринке», который получил специальный приз жюри фестиваля South by Southwest в Остине (штат Техас), Гран-при жюри
фестиваля американского кино в Довиле и American Indie Newcomer prize на Мюнхенском кинофестивале. Следующий фильм, «Оно приходит за тобой», привлёк внимание на Неделе критики во время Каннского кинофестиваля в 2014 году.
«Оно приходит за тобой» — фильм ужасов, сюжет которого строится на истории о проклятии, передаваемом через сексуальную связь. Всех поражённых им начинает преследовать демоническая сущность в образе мужчины или женщины. Главная героиня, Джей, в исполнении Майки Монро в открытом финале приближается к трём незнакомым парням, не зная, кому из них передать свою злую участь. «The Telegraph» включила ленту в число 50 лучших хорроров всех времён.
В 2015 году за фильм «Оно приходит за тобой» Митчелл был номинирован на премию «Независимый дух» лучшему режиссёру.
В 2018 году фильм Митчелла «Под Сильвер-Лэйк» отобран в основной конкурс Каннского кинофестиваля.

## Фильмография
| Год  | Название                      | Оригинальное название              | Роль      | Роль      | Роль      |
| Год  | Название                      | Оригинальное название              | Режиссёр  | Сценарист | Продюсер  |
| ---- | ----------------------------- | ---------------------------------- | --------- | --------- | --------- |
| 2001 | Поцелуй                       | Kiss                               |           |           | зелёная ✓ |
| 2002 | Девственница                  | Virgin                             | зелёная ✓ | зелёная ✓ |           |
| 2010 | Миф об американской вечеринке | The Myth of the American Sleepover | зелёная ✓ | зелёная ✓ | зелёная ✓ |
| 2014 | Оно приходит за тобой         | It Follows                         | зелёная ✓ | зелёная ✓ | зелёная ✓ |
| 2018 | Под Сильвер-Лэйк              | Under the Silver Lake              | зелёная ✓ | зелёная ✓ |           |
| 2026 | Улица Флауэрвейл              | Flowervale Street                  | зелёная ✓ | зелёная ✓ | зелёная ✓ |